# Markus Pavic
Markus Pavic (* 26. März 1995 in Wien) ist ein österreichischer Fußballspieler.

## Karriere
Pavic begann seine Karriere in der AKA Austria Wien. 2009 wechselte er zum FC Stadlau, 2012 zum SV Wienerberg und 2014 zum FC Admira Wacker Mödling. Sein Profidebüt gab er am 19. Spieltag der Saison 2015/16 gegen den SK Sturm Graz.
Im Juli 2017 wechselte er nach Kroatien zum Erstligisten NK Rudeš.
Zur Saison 2018/19 wechselte er nach Frankreich zum Zweitligisten FC Sochaux. Nachdem er zu keinem Einsatz für die Franzosen gekommen war, kehrte er im Jänner 2019 nach Kroatien zurück und wechselte zum NK Istra 1961. In eineinhalb Jahren bei Istra kam er zu 44 Einsätzen in der 1. HNL. Nach der Saison 2019/20 verließ er den Verein.
Daraufhin wechselte er zur Saison 2020/21 nach Italien zum Zweitligisten Virtus Entella. Für Virtus kam er zu 21 Einsätzen in der Serie B, aus der er mit dem Verein zu Saisonende als Tabellenletzter aber abstieg. In der Saison 2021/22 absolvierte er dann noch 18 Spiele in der Serie C, ehe er den Verein nach zwei Jahren wieder verließ.
Nach einem halben Jahr ohne Klub kehrte er im Jänner 2023 nach Österreich zurück und wechselte zum Regionalligisten SV Stripfing. Für Stripfing kam er zu zwölf Einsätzen in der Regionalliga, mit dem Klub stieg er zu Saisonende in die 2. Liga auf. Nach dem Aufstieg wechselte er zur Saison 2023/24 allerdings zum fünftklassigen ASK Ebreichsdorf.